# 雷蒙·卡貝爾
雷蒙·卡貝爾（1932年1月31日—2007年4月17日）是法國前職業足球員，司職中堅。卡貝爾曾入選法國國家隊，並是1958年世界盃法國隊的成員。
卡貝爾是斯特拉斯堡的董事會成員，生前居住在伊爾基什-格拉芬什塔登。

## 榮譽
摩納哥
- 法甲：1960–61[1]
- 法國盃：1959–60[1]

斯特拉斯堡
- 法國盃：1965–66[1]

## 外部鏈接
- Raymond Kaelbel （页面存档备份，存于）於法國足球總會（法語）
- Profile （页面存档备份，存于）
- (International caps) （页面存档备份，存于）
- Profile （页面存档备份，存于）
- Obituary at UEFA.com